# كنجي ياماموتو
كنجي ياماموتو (باليابانية: 山本 健二) (مواليد 28 أغسطس 1965)، هو لاعب كرة قدم ياباني سابق كان يلعب كمدافع.

## وصلات خارجية
- كنجي ياماموتو على موقع رابطة كرة القدم اليابانية للمحترفين (اليابانية)
- كنجي ياماموتو على موقع عالم كرة القدم.نت (الإنجليزية)